# Santo Tomás del Norte
Santo Tomás del Norte è un comune del Nicaragua facente parte del dipartimento di Chinandega.